# 杉村 (名古屋市)
杉村（すぎむら）は、愛知県名古屋市北区および東区の町名。現行行政地名は杉村町および杉村一丁目。住居表示は杉村一丁目において実施済み。

## 地理
名古屋市北区杉村一丁目は区南部に位置し、東は大曽根一丁目、西は大杉二～三丁目、南は芳野二丁目および東区芳野二丁目、北は大杉町・杉栄町に接する。
北区杉村町は堀川部分に、東区杉村一丁目は道路部分に存在する。

## 世帯数と人口
2020年（令和2年）1月1日現在の世帯数と人口は以下の通りである。
| 丁目       | 世帯数  | 人口    |
| ---------- | ------- | ------- |
| 杉村一丁目 | 637世帯 | 1,177人 |

### 人口の変遷
国勢調査による人口の推移
| 1995年（平成7年）  | 1,225人 | [ WEB 5 ] |  |
| 2000年（平成12年） | 1,175人 | [ WEB 6 ] |  |
| 2005年（平成17年） | 1,086人 | [ WEB 7 ] |  |
| 2010年（平成22年） | 1,046人 | [ WEB 8 ] |  |
| 2015年（平成27年） | 1,177人 | [ WEB 9 ] |  |

## 学区
| 丁目       | 番・番地等 | 小学校                                    | 中学校                                      | 高等学校 |
| ---------- | ---------- | ----------------------------------------- | ------------------------------------------- | -------- |
| 杉村一丁目 | 全域       | 名古屋市立大杉小学校 名古屋市立杉村小学校 | 名古屋市立八王子中学校 名古屋市立若葉中学校 | 尾張学区 |

## 歴史
春日井郡（西春日井郡）杉村を前身とする。

### 町名の由来
蔵王権現片山神社の末社、稲荷大明神の杉の大木が枯れた際、近隣の村に杉を渡したことによる説や、杉の木で船を造り領主に献上したことによる説がある。

### 沿革

#### 杉村町
- 1878年（明治11年）12月28日 - 一部が春日井郡（のち西春日井郡）清水町となる[1]。
- 1889年（明治22年）10月1日 - 町村制施行・合併に伴い、西春日井郡杉村大字杉村となる[1]。
- 1921年（大正10年）8月22日 - 名古屋市東区へ編入し、同区杉村町となる[1]。
- 1929年（昭和4年）9月5日 - 一部が生駒町・水切町・長田町・大杉町・東大杉町・東長田町・東水切町・東生駒町・杉栄町・城東町となる[5][1]。
- 1932年（昭和7年）4月1日 - 一部が船附町となる[1]。
- 1933年（昭和8年）
  - 4月1日 - 一部が豆園町となる[1]。
  - 11月1日 - 一部が中杉町となり、一部を長田町へ編入[1]。
- 1934年（昭和9年）
  - 6月1日 - 一部が西杉町・八坪町・元柳原町となる[6]。
  - 7月15日 - 一部が金作町となり[6]、一部を清水町へ編入[1]。
  - 11月1日 - 一部が東杉町となり、一部を大杉町・柳原町へ編入[1][1]。
- 1935年（昭和10年）7月1日 - 一部が深田町となる[6]。
- 1937年（昭和12年）10月1日 - 行政区変更に伴い、一部が西区所属となる[1]。
- 1944年（昭和19年）2月11日 - 行政区変更に伴い、西区杉村町を統合し北区所属となる[1]。
- 1946年（昭和21年）4月15日 - 一部が東区へ編入され、東区杉村町が成立[7][1]。
- 1958年（昭和33年）2月1日 - 東区杉村町の全域が同区芳野町となり廃止[7]。
- 1980年（昭和55年）
  - 2月10日 - 一部が大曽根一丁目・芳野二～三丁目・大杉一丁目となる[5][1]。
  - 11月23日 - 一部が杉村一丁目・大杉一～三丁目・清水三～五丁目となり[1][6]、一部を芳野二丁目へ編入[5]。
- 1981年（昭和56年）9月20日 - 堀川部分を除いた残部を大曽根一丁目・芳野三丁目へ編入[5]。

#### 杉村
- 1980年（昭和55年）10月23日 - 北区杉村町・東杉町・杉栄町の各一部より北区杉村一丁目が[1]、東区東芳野町の全域（道路・鉄道部分のみ）より東区杉村一丁目が成立[8]。

## 施設

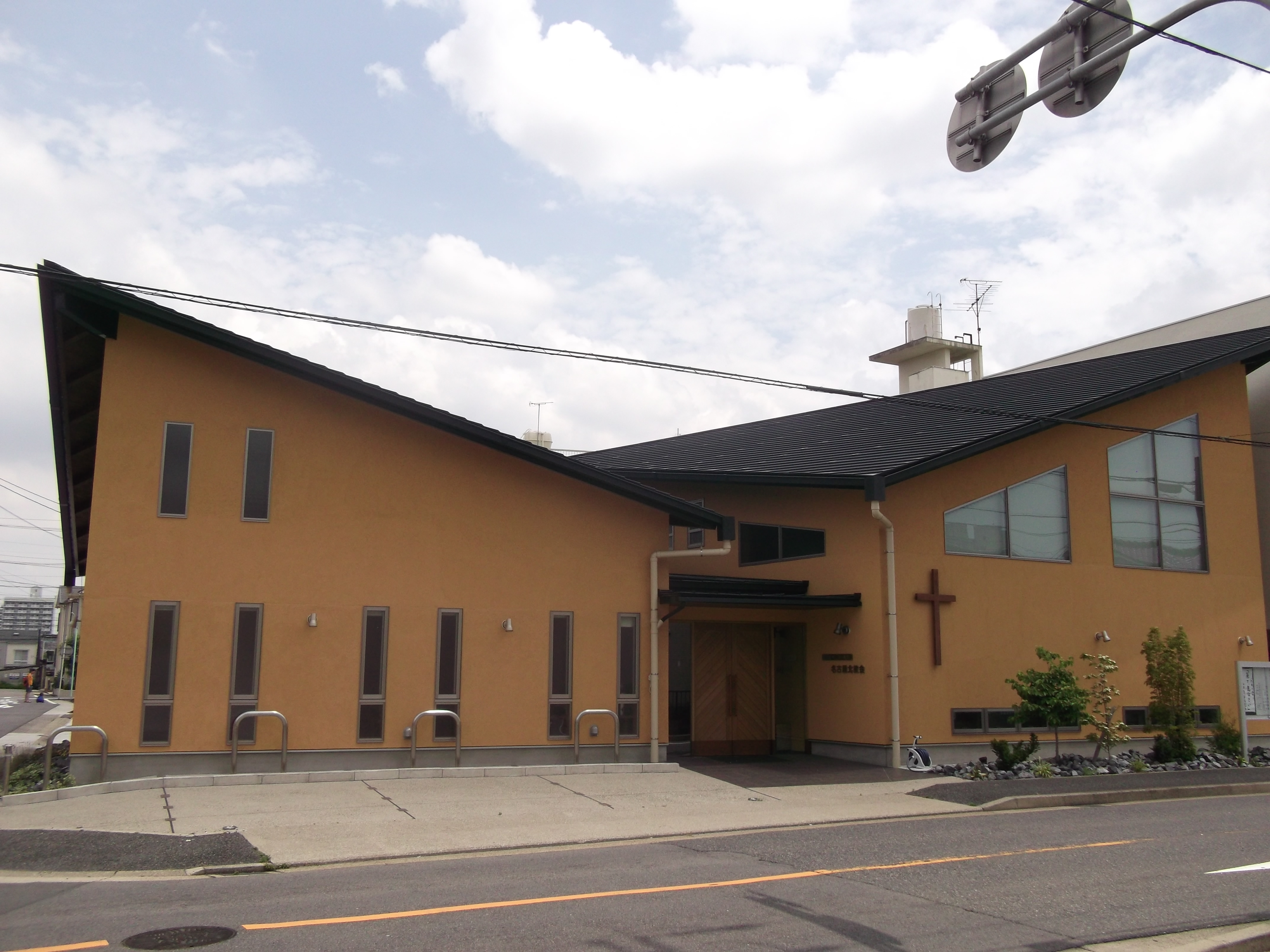
日本キリスト教団名古屋北教会
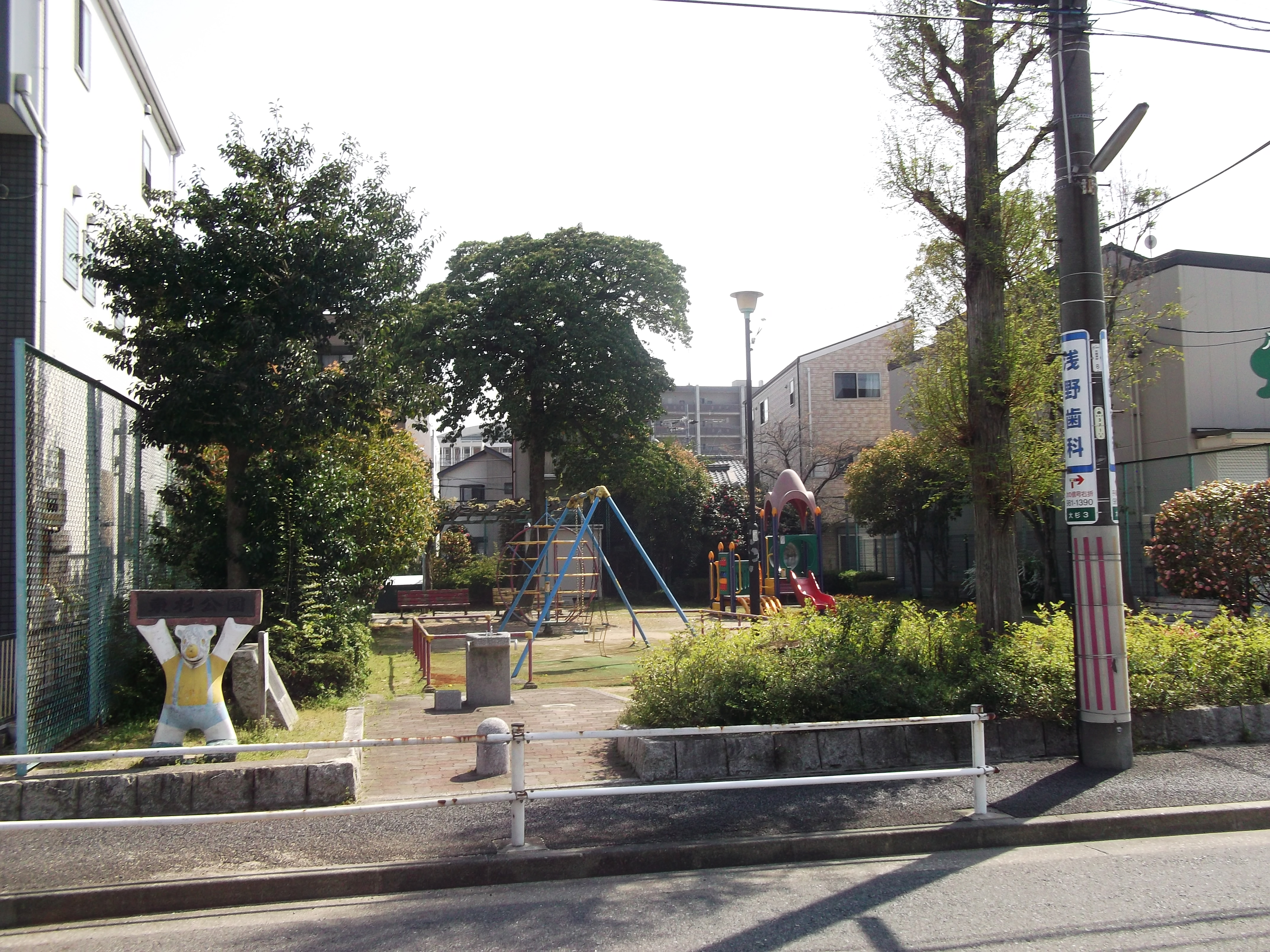
東杉公園
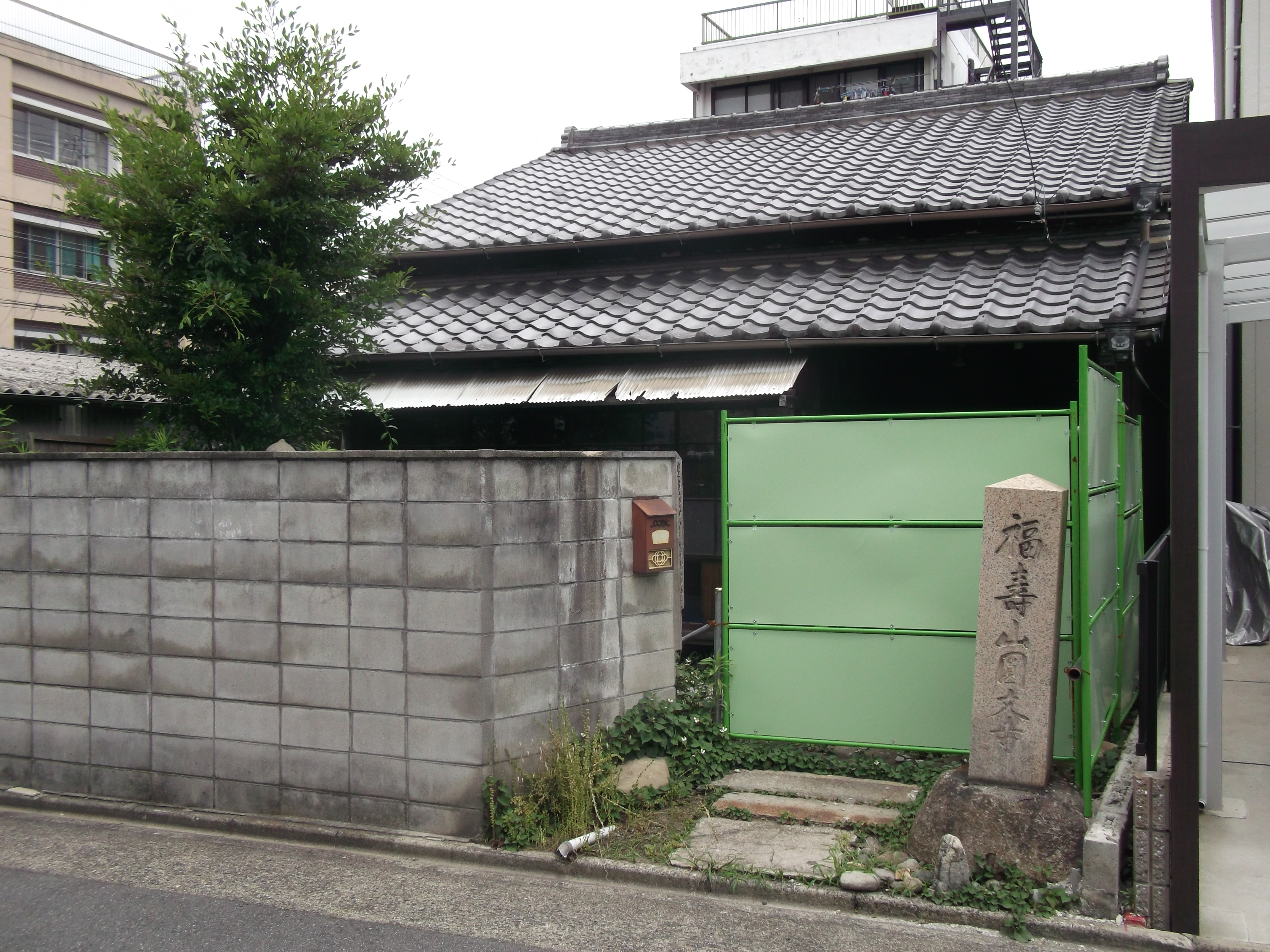
圓文寺

1982年（昭和57年）4月1日供用開始。
- 杉村公園

1982年（昭和57年）4月1日供用開始。
- 杉和会どんぐり広場
- 圓文寺

- 日本キリスト教団名古屋北教会
- 東杉公園
- 圓文寺

## その他

### 日本郵便
- 郵便番号 : 462-0035[WEB 2]（集配局：名古屋北郵便局[WEB 12]）。

### WEB
1. 1 2  “町・丁目(大字)別、年齢(10歳階級)別公簿人口(全市・区別)”.   名古屋市 (2019年1月23日). 2020年1月25日閲覧。
2. 1 2  “杉村の郵便番号”.  日本郵便. 2019年1月6日閲覧。
3. ↑  “市外局番の一覧”.   総務省. 2019年1月6日閲覧。
4. ↑  “北区の町名一覧”.   名古屋市 (2015年10月21日). 2019年1月12日閲覧。
5. ↑  総務省統計局 (2014年3月28日). “平成7年国勢調査の調査結果(e-Stat) - 男女別人口及び世帯数 －町丁・字等” (CSV). 2019年4月27日閲覧。
6. ↑  総務省統計局 (2014年5月30日). “平成12年国勢調査の調査結果(e-Stat) - 男女別人口及び世帯数 －町丁・字等” (CSV). 2019年4月27日閲覧。
7. ↑  総務省統計局 (2014年6月27日). “平成17年国勢調査の調査結果(e-Stat) - 男女別人口及び世帯数 －町丁・字等” (CSV). 2019年4月27日閲覧。
8. ↑  総務省統計局 (2012年1月20日). “平成22年国勢調査の調査結果(e-Stat) - 男女別人口及び世帯数 －町丁・字等” (CSV). 2019年4月27日閲覧。
9. ↑  総務省統計局 (2017年1月27日). “平成27年国勢調査の調査結果(e-Stat) - 男女別人口及び世帯数 －町丁・字等” (CSV). 2019年4月27日閲覧。
10. 1 2  “市立小・中学校の通学区域一覧”.   名古屋市 (2018年11月10日). 2020年1月25日閲覧。
11. 1 2  “都市公園の名称、位置及び区域並びに供用開始の期日” (2019年5月1日). 2019年11月3日閲覧。
12. ↑  “郵便番号簿 2018年度版” (PDF).   日本郵便. 2019年5月18日閲覧。

### 書籍
1. 1 2 3 4 5 6 7 8 9 10 11 12 13 14 15 16 17  名古屋市計画局 1992, p. 747.
2. ↑  「角川日本地名大辞典」編纂委員会 1989, p. 1452.
3. ↑  「角川日本地名大辞典」編纂委員会 1989, p. 725.
4. ↑  名古屋市計画局 1992, p. 187.
5. 1 2 3 4  名古屋市計画局 1992, p. 746.
6. 1 2 3 4  名古屋市計画局 1992, p. 748.
7. 1 2  名古屋市計画局 1992, p. 738.
8. ↑  名古屋市計画局 1992, p. 739.